# Mušnica
Mušnica  je rijeka ponornica u Bosni i Hercegovini.
Rijeka Mušnica se nalazi na Gatačkom polju. Mušnica nastaje od potoka Vrba i Jasenovačkog potoka. Kod Srđevića ulazi u svoju ponorničku zonu. Oko 75% vode iz Mušnice preko Fatničkog polja odlazi u Trebišnjicu, a ostatak u Bregavu.

Nakon poniranja Mušnica nestaje a njezine vode se pojavljuju kao Ključka rijeka, koja također ponire i pojavljuje se kao atnička rijeka da bi opet ponirala i pojavila se u obliku vrela rijeke Trebišnjice blizu Bileće.
Mušnica je vodotok I klase, međutim vodotok je narušen prolaskom kroz naselja, blizu rudnika i termoelektrane Gacko, te postaje vodotok IV i V kategorije.
Mušnica je izmještena iz prirodnog vodotoka oko 5 kilometara za potrebe rudnika i termoelektrane (RiTE) "Gacko" jer se ogromna količina resursa ugljena nalazila ispod samog vodotoka. Proširenjem eksploatacijskog polja osiguralo se nesmetano funkcioniranje termoelektrane i osigrala se sigurna isporuka električne energije krajnjim potrošačima.

## Mediji
2021. kratki film Mušnica – rijeka uglja i krša